# International Poetry Incarnation
L'International Poetry Incarnation è stato un evento svoltosi alla Royal Albert Hall di Londra l'11 giugno 1965.
Nel maggio del 1965, Allen Ginsberg arrivò alla Better Books, libreria di Londra, e si offrì di leggere ovunque gratuitamente.
Poco dopo il suo arrivo, diede una lettura alla Better Books che venne descritta da Jeff Nuttall come "il primo vento benefico in un pensiero collettivo molto inaridito". Secondo Tom McGrath "Questa potrebbe rivelarsi essere stato un momento molto significativo nella storia dell'Inghilterra - o per lo meno nella storia della poesia inglese".
Poco dopo la lettura di Ginsberg alla Better Books, si impostò la pianificazione per l'International Poetry Incarnation.
L'evento attirò un pubblico di circa 7 000 persone che assistettero, per quattro ore, a letture, spettacoli dal vivo e registrazioni di una grande varietà di artisti, tra cui Adrian Mitchell, Alexander Trocchi, Allen Ginsberg, Harry Fainlight, Anselm Hollo, Christopher Logue, George MacBeth, Gregory Corso, Lawrence Ferlinghetti, Michael Horovitz, Simon Vinkenoog, Spike Hawkins, Tom McGrath, Ernst Jandl e William S. Burroughs.
L'evento è stato formativo per quella che divenne la cultura underground del Regno Unito nel corso degli anni successivi.
Jeff Nuttall, autore di Bomb Culture disse che "l'underground era improvvisamente lì in superficie". Barry Miles descrisse "un senso di collegialità che non si era visto prima ... Tutte queste persone si conoscevano tra loro e tutti si resero conto che erano parte della stessa scena."
Peter Whitehead documentò l'evento in un film dal nome Wholly Communion.
Horovitz, ispirandosi all'evento, scrisse l'antologia Children of Albion: Poetry of the Underground in Britain pubblicata dalla Penguin Books nel 1967.
Il 15 settembre 2005 è stato celebrato il quarantesimo anniversario di quell'evento, sempre alla Royal Albert Hall, organizzata da Michael Horovitz. Hanno partecipato, oltre al veterano Adrian Mitchell, vari artisti tra i quali Pete Townshend e Linton Kwesi Johnson.